# Caspian Airlines
Caspian Airlines – irańska linia lotnicza z siedzibą w Teheranie. Głównym węzłem jest port lotniczy Teheran-Imam Khomeini. Kierunki są do wielu miast w Iranie, Iraku, Syrii, Turcji i Zjednoczonych Emiratach Arabskich.

## Wypadki
- 15 lipca 2009 – Katastrofa lotu 7908, 168 ofiar